# Pan de muerto

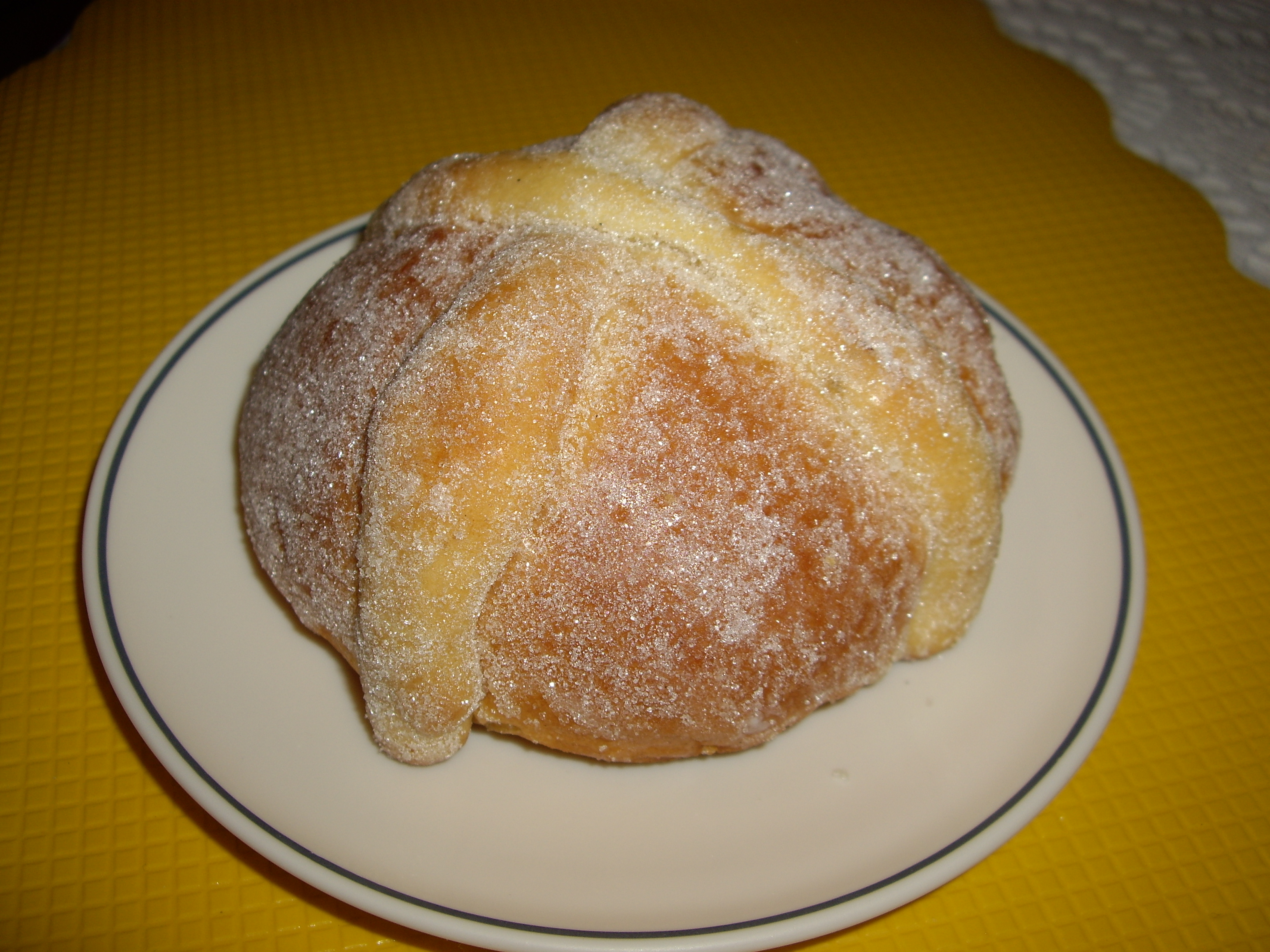
Pan de muerto (pão de morto), comida típica do Dia dos Mortos, no México

Pan-de-muerto é um pão doce adornado com figuras, por vezes na forma de caveira, e polvilhado de açúcar, que faz parte das oferendas colocadas nos “altares-dos-mortos”, nas celebrações do Dia dos Mortos no México. 
Para o preparar, mistura-se farinha de trigo com açúcar e erva-doce e acrescenta-se água morna misturada com leite, margarina, levedura e raspa de casca de laranja; quando estiver transformada num creme homogéneo, juntam-se ovos inteiros e continua a bater-se. Vai-se acrescentando farinha até se obter uma massa maleável, que se amassa até formar uma bola que se deixa a levedar até aumentar para o dobro do volume. Transforma-se a bola em uma ou várias rodelas, dependendo do tamanho de pão que se pretende, ornamenta-se com pedaços de massa, na forma de folhas, cruzes ou crânios, colocam-se num tabuleiro do forno e deixam-se levedar até novamente duplicarem de tamanho. Cozem em forno quente e, quando douradas, pincelam-se com um xarope feito com sumo e raspa de casca de laranja e açúcar. Finalmente, polvilham-se com açúcar cristal, enquanto ainda quentes e húmidos do xarope.